# 充実野菜
『充実野菜』（じゅうじつやさい）は、伊藤園が発売する野菜・果実ミックスジュースのブランド名。

## 概要
1本の製品の中及びコップ1杯(180ml又は200ml)分に、120g分の1食分の野菜を含んでいる野菜飲料。
「ぐいっと飲める」をコンセプトにして開発され、果物、栄養等を加えて飲みやすくし、野菜嫌いや野菜不足でも、基本的な充実さで飲めるよう配慮されている。類似商品は、カゴメの｢野菜生活100｣。

## 沿革
- 1992年 - 発売開始。
- 1994年 - 「緑の野菜」を追加発売。
- 2014年 - 「緑の野菜」から「充実野菜 緑の野菜ミックス」への商品名の変更。それに伴い、缶・ペットボトル製品をリニューアル。

## ラインナップ

### 充実野菜 緑黄色野菜ミックス
- 内容量：200ml紙パック / 190g缶 / 1000ml紙パック / 740gペットボトル
- 原材料名：20品目の野菜（にんじん、かぼちゃ、ピーマン（赤・緑）、大根、きゅうり、インゲン豆、ケール、レタス、アスパラガス、ブロッコリー、セロリ、明日葉、小松菜、パセリ、クレソン、キャベツ、ラディッシュ、ほうれん草、三つ葉）、5品目の果実（リンゴ、オレンジ、レモン、ぶどう、アセロラ）、その他（香料）

### 充実野菜 緑の野菜ミックス
- 内容量：200ml紙パック / 190g缶 / 1000ml紙パック / 740gペットボトル
- 原材料名：22品目の野菜（ほうれん草、緑豆スプラウト(もやし)、にんじん（黄）、セロリ、ケール、モロヘイヤ、グリーンピース、きゅうり、インゲン豆、アスパラガス、ピーマン、小松菜、白菜、芽キャベツの葉、明日葉、パセリ、クレソン、ブロッコリー、かぼちゃ、キャベツ、ラディッシュ、三つ葉）、4品目の果実（リンゴ、ぶどう、レモン、オレンジ）、その他（鉄酵母/香料、クチナシ色素）